# 2010년 FIFA 월드컵 A조
2010년 FIFA 월드컵 A조의 경기는 2010년 6월 11일부터 22일까지 치러졌다. A조에는 개최국인 남아프리카 공화국, 멕시코, 우루과이, 프랑스가 들어갔다.

## 요약
남아프리카 공화국과 프랑스는 1998년 FIFA 월드컵에 조우한 전적이 있다; 당시 프랑스가 남아프리카 공화국에 3-0 완승을 거두었다. 프랑스는 우루과이와도 2002년 FIFA 월드컵에 조우한 적이 있었다; 이 경기는 0-0 무승부로 끝났다. 프랑스와 멕시코는 1930년 초대 대회에서 같은 조에 속해 있었다; 양국은 역사상 최초의 FIFA 월드컵 경기를 치렀고, 이때 프랑스가 4-1 완승을 거두었다. 프랑스와 멕시코는 1954년 대회에 재회하였고, 양팀 모두 다음 라운드 진출이 좌절되었다. 이 대회는 프랑스, 멕시코, 그리고 우루과이가 개최국과 같은 조에 편성된 두번째 대회였다; 1966년에 한 조에 편성됐었던 이들은 잉글랜드의 조에 들어갔고, 잉글랜드와 우루과이가 다음 라운드로 진출하였다.
조 1위 우루과이는 다음 라운드로 진출해 B조 2위를 차지한 대한민국을 상대하게 되었고, 조 2위 멕시코는 B조 1위 아르헨티나를 상대하게 되었다. 남아프리카 공화국은 멕시코에 골득실차로 밀리면서 불명예스럽게 결선 토너먼트에 FIFA 월드컵 역사상 최초로 진출하지 못한 국가가 되었다. 2006년 FIFA 월드컵에서 준우승을 차지했던 프랑스는 1무 2패로 다음 라운드 진출에 실패하였다.
| 팀                | 전 | 승 | 무 | 패 | 득 | 실 | 차 | 점 |
| ----------------- | -- | -- | -- | -- | -- | -- | -- | -- |
| 우루과이          | 3  | 2  | 1  | 0  | 4  | 0  | +4 | 7  |
| 멕시코            | 3  | 1  | 1  | 1  | 3  | 2  | +1 | 4  |
| 남아프리카 공화국 | 3  | 1  | 1  | 1  | 3  | 5  | −2 | 4  |
| 프랑스            | 3  | 0  | 1  | 2  | 1  | 4  | −3 | 1  |

- 모든 시간은 남아프리카 표준시를 따른다. (UTC+2)

## 남아프리카 공화국 vs 멕시코

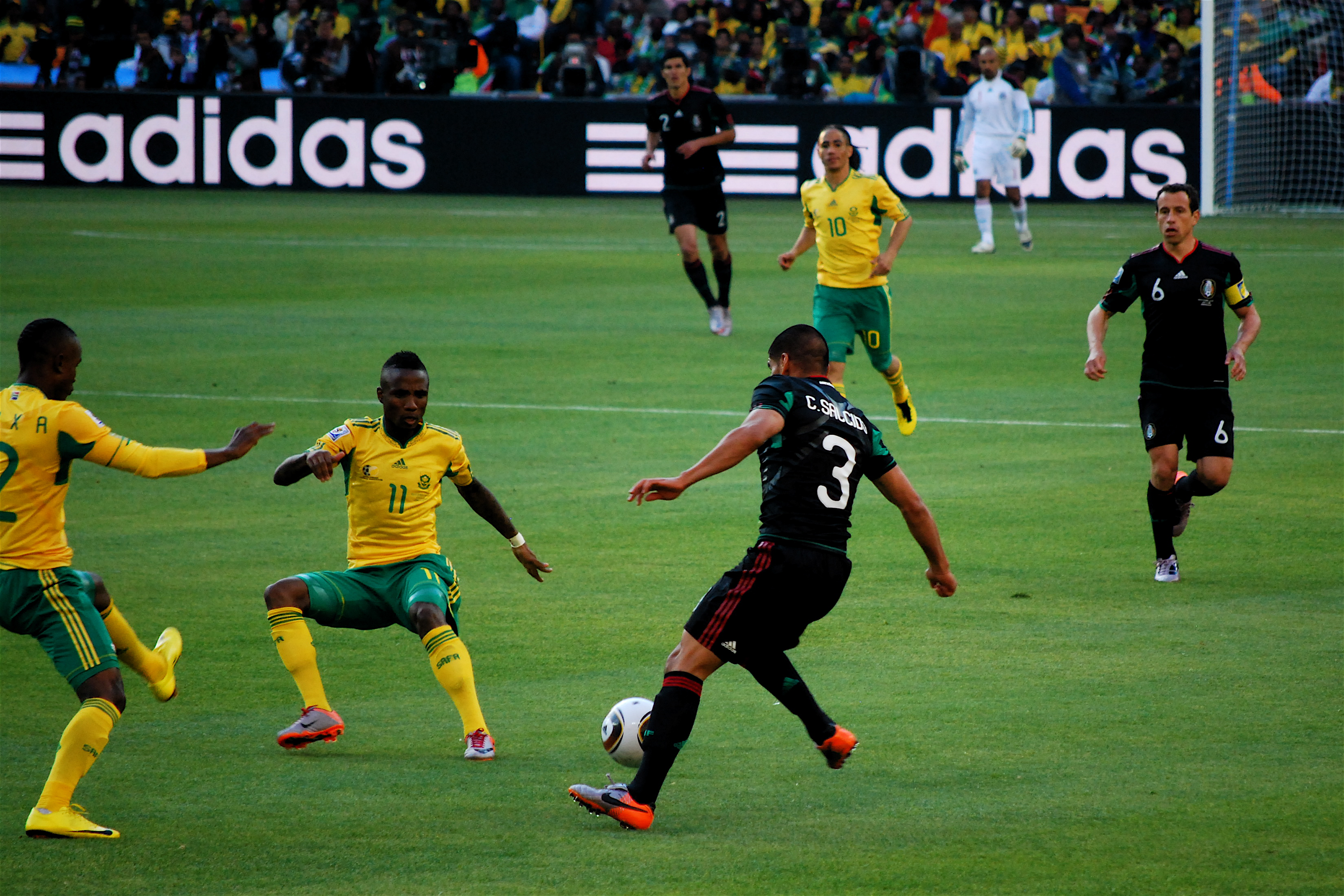
2010년 FIFA 월드컵의 개막전은 남아프리카 공화국과 멕시코간의 경기였다.

2010년 6월 11일에 열린 2010년 FIFA 월드컵의 개막전은 남아프리카 공화국과 멕시코의 개막전이었다. "흥미롭고 박진감 넘치는" 경기로 묘사되었다. 남아프리카 공화국은 55분에 테코 모디세가 멕시코 수비를 제친 것을 시피웨 차발랄라가 마무리해 앞서나갔다. 79분, 멕시코의 수비수 라파엘 마르케스가 코너킥을 동점골로 연결하였다. 막판에 카틀레고 음펠라가 남아프리카 공화국의 결승골을 넣을 기회를 잡았으나, 그의 슛은 골대만 강타하였다.
차발랄라가 이 경기의 최우수 선수로 선정되었다. 카를루스 아우베르투 파헤이라 남아프리카 공화국 감독은 "괜찮다"고 결과를 평하였고, 하비에르 아기레 멕시코 감독은 "우리가 이길 수도, 질 수도 있었다."고 평하였다.
| 남아프리카 공화국 | 1 – 1  | 멕시코       |
| ----------------- | ------ | ------------ |
| 차발랄라 55′      | 리포트 | 79′ 마르케스 |

| 남아공 | 멕시코 |

| GK                           | 16 | 이투멜렝 쿤             |     |     |
| RB                           | 2  | 시보니소 각사           |     |     |
| CB                           | 4  | 에런 모코에나 (주장)    |     |     |
| CB                           | 20 | 봉가니 쿠말로           |     |     |
| LB                           | 15 | 루커스 트왈라           |     | 46′ |
| RM                           | 8  | 시피웨 차발랄라         |     |     |
| CM                           | 13 | 카기쇼 딕카코이         | 27′ |     |
| CM                           | 12 | 레네일르웨 레촐로니아네 |     |     |
| LM                           | 11 | 테코 모디세             |     |     |
| SS                           | 10 | 스티븐 피나르           |     | 83′ |
| CF                           | 9  | 카틀레고 음펠라         |     |     |
| 교체 선수:                   |    |                         |     |     |
| DF                           | 3  | 체포 마실렐라           | 70′ | 46′ |
| FW                           | 17 | 버나드 파커             |     | 83′ |
| 감독:                        |    |                         |     |     |
| 카를루스 아우베르투 파헤이라 |    |                         |     |     |

| GK              | 1  | 오스카르 페레스        |     |     |
| RB              | 12 | 파울 아길라르          |     | 55′ |
| CB              | 5  | 리카르도 오소리오      |     |     |
| CB              | 2  | 프란시스코 로드리게스  |     |     |
| LB              | 3  | 카를로스 살시도        |     |     |
| DM              | 4  | 라파엘 마르케스        |     |     |
| CM              | 16 | 에프라인 후아레스      | 18′ |     |
| CM              | 6  | 헤라르도 토라도 (주장) | 57′ |     |
| RW              | 17 | 조바니 도스 산토스     |     |     |
| LW              | 11 | 카를로스 벨라          |     | 69′ |
| CF              | 9  | 기예르모 프랑코        |     | 73′ |
| 교체 선수:      |    |                        |     |     |
| MF              | 18 | 안드레스 과르다도      |     | 55′ |
| FW              | 10 | 콰우테모크 블랑코      |     | 69′ |
| FW              | 14 | 하비에르 에르난데스    |     | 73′ |
| 감독:           |    |                        |     |     |
| 하비에르 아기레 |    |                        |     |     |

| 최우수 선수 시피웨 차발랄라 (남아프리카 공화국) 부심: 라파엘 일야소프 (우즈베키스탄) 바하디르 코하로프 (키르기스스탄) 대기심: 숩키딘 모드 살레 (말레이시아) 후보 대기심: 마 유신 (중화인민공화국) |

## 우루과이 vs 프랑스

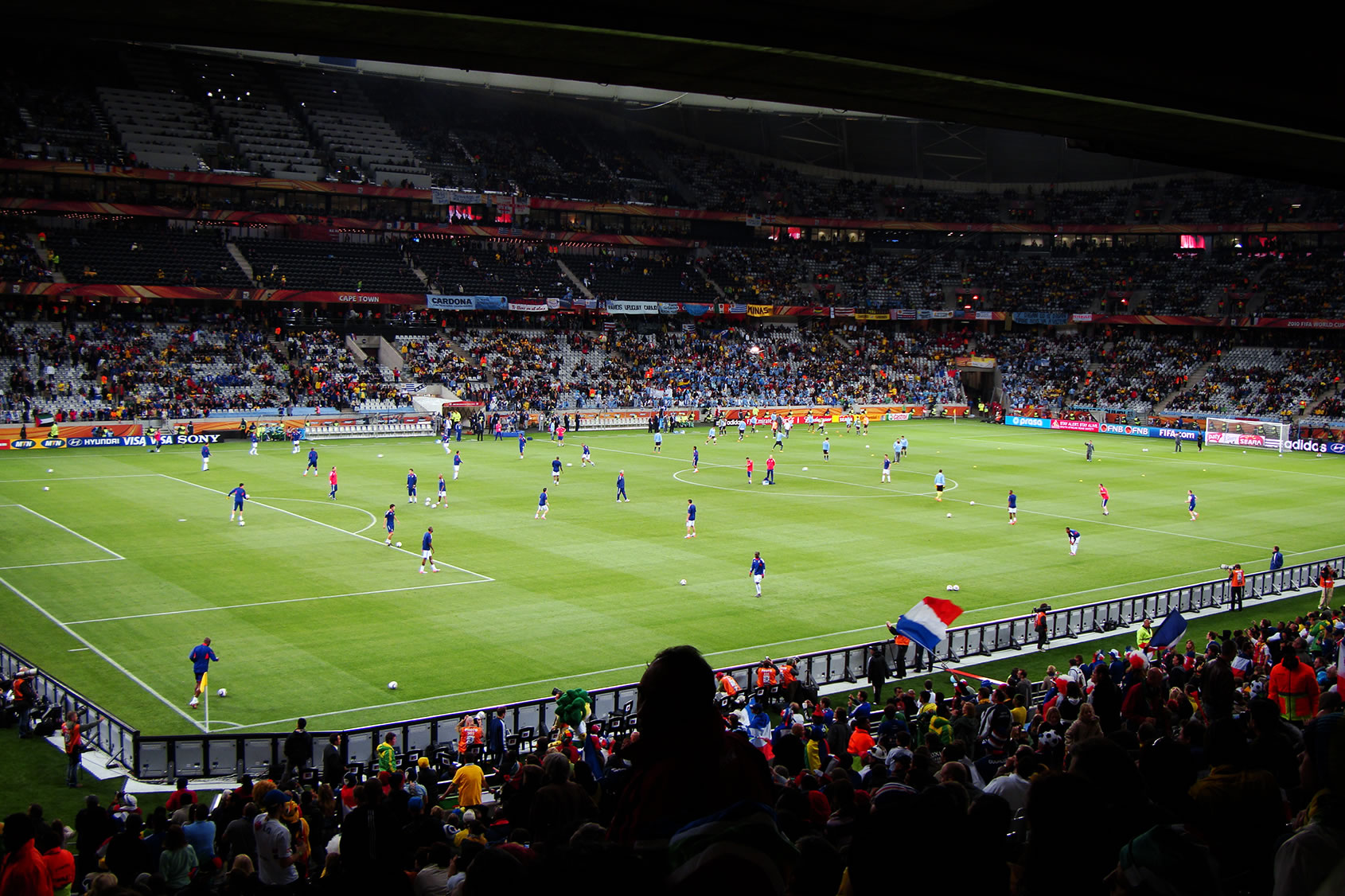
경기를 앞두고 몸을 푸는 양팀 선수들

2010년 6월 11일, 프랑스와 우루과이가 그린 포인트 스타디움에서 격돌하였다. 우루과이는 니콜라스 로데이로가 후반전에 레드카드로 퇴장하면서 수적으로 밀렸으나, "활기 없는" 프랑스를 0-0으로 틀어막았다. 경기 후, 프랑스의 FIFA 월드컵 우승 주역이었던 전 국가대표 지네딘 지단은 프랑스 대표팀을 비판하였는데, 특히 레몽 도메네크의 협동력 부족을 지적하였다. 도메네크는 경기 후 "대체적인 활약에 만족스러웠다"고 평했다.
| 우루과이 | 0 – 0  | 프랑스 |
| -------- | ------ | ------ |
|          | 리포트 |        |

| 우루과이 | 프랑스 |

| GK                | 1  | 페르난도 무슬레라    |         |     |
| RB                | 6  | 마우리시오 빅토리노  | 59′     |     |
| CB                | 2  | 디에고 루가노 (주장) | 90+3′   |     |
| CB                | 3  | 디에고 고딘          |         |     |
| LB                | 11 | 알바로 페레이라      |         |     |
| RM                | 16 | 막시 페레이라        |         |     |
| CM                | 15 | 디에고 페레스        |         | 88′ |
| CM                | 17 | 에히디오 아레발로    |         |     |
| LM                | 18 | 이그나시오 곤살레스  |         | 63′ |
| CF                | 10 | 디에고 포를란        |         |     |
| CF                | 9  | 루이스 수아레스      |         | 74′ |
| 교체 선수:        |    |                      |         |     |
| MF                | 14 | 니콜라스 로데이로    | 65′ 81′ | 63′ |
| FW                | 13 | 세바스티안 아브레우  |         | 74′ |
| MF                | 8  | 세바스티안 에구렌    |         | 88′ |
| 감독:             |    |                      |         |     |
| 오스카르 타바레스 |    |                      |         |     |

| GK            | 1  | 위고 요리스            |     |     |
| RB            | 2  | 바카리 사냐            |     |     |
| CB            | 5  | 윌리암 갈라스          |     |     |
| CB            | 3  | 에리크 아비달          |     |     |
| LB            | 13 | 파트리스 에브라 (주장) | 12′ |     |
| DM            | 14 | 제레미 툴랄랑          | 68′ |     |
| CM            | 8  | 요안 구르퀴프          |     | 75′ |
| CM            | 19 | 아부 디아비            |     |     |
| RW            | 10 | 시드네 고부            |     | 85′ |
| LW            | 7  | 프랑크 리베리          | 19′ |     |
| CF            | 21 | 니콜라 아넬카          |     | 72′ |
| 교체 선수:    |    |                        |     |     |
| FW            | 12 | 티에리 앙리            |     | 72′ |
| MF            | 15 | 플로랑 말루다          |     | 75′ |
| FW            | 11 | 앙드레피에르 지냐크    |     | 85′ |
| 감독:         |    |                        |     |     |
| 레몽 도메네크 |    |                        |     |     |

| 최우수 선수: 디에고 포를란 (우루과이) 부심: 정해상 (대한민국) 사가라 토루 (일본) 대기심 호엘 아길라르 (엘살바도르) 후보 대기심: 윌리암 토레스 (엘살바도르) |

## 남아프리카 공화국 vs 우루과이

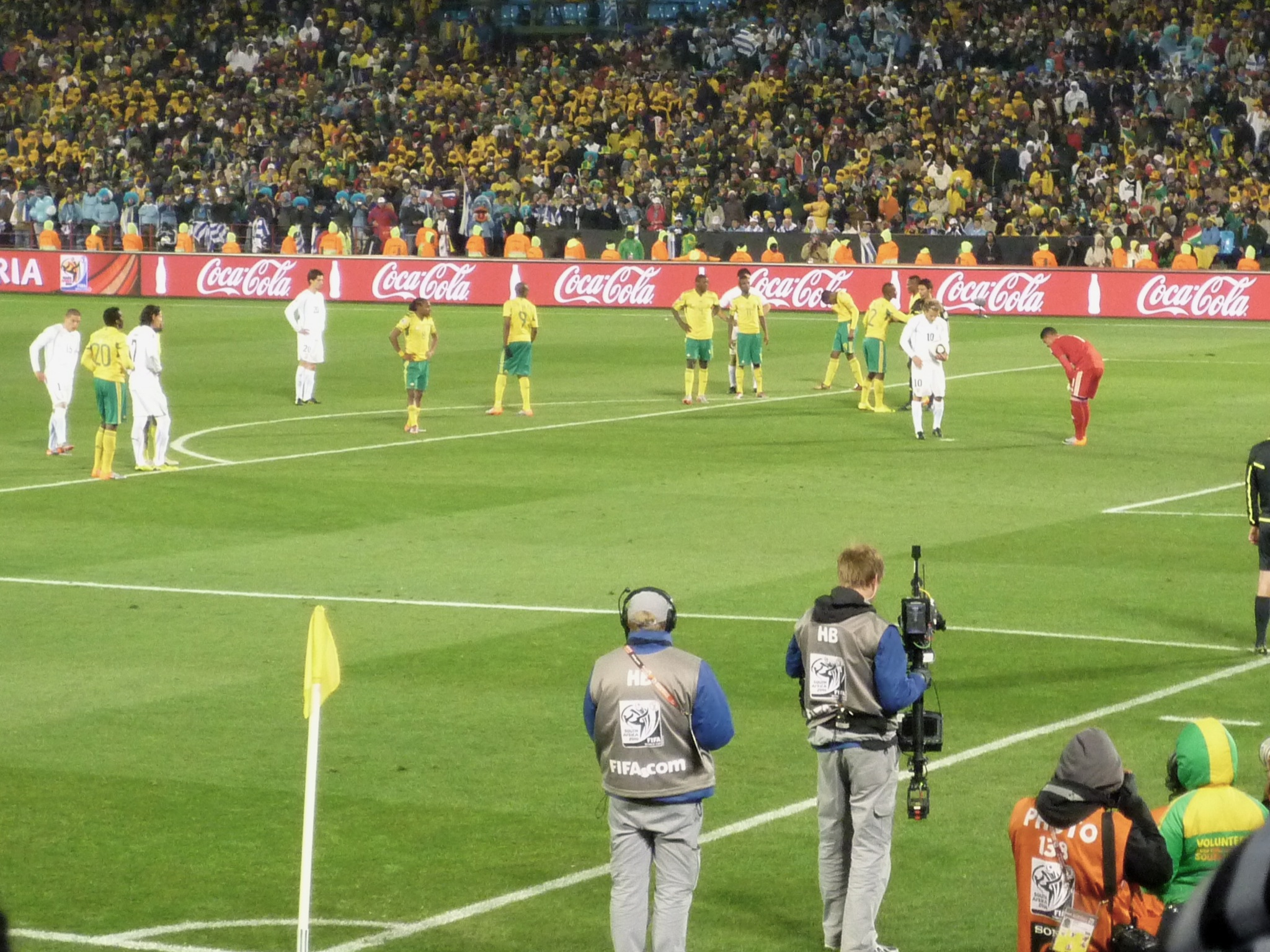
페널티킥을 준비하는 디에고 포를란

우루과이는 공격수 디에고 포를란이 30미터에서 강력하게 쏜 슛이 에런 모코에나에 굴절되어 골키퍼 이투멜렝 쿤을 넘어가 정확히 골네트에 꽂히는 선제골을 넣었다. 후반전에 마시모 부사카 주심은 루이스 수아레스가 쿤에 의해 페널티 구역에서 넘어지자, 쿤의 퇴장을 명령하고 우루과이의 페널티킥을 선언하였다. 포를란은 이후 페널티킥을 성공시켰다. 막판 추가시간에는 수아레스가 문전에 크로스를 보냈고, 알바로 페레이라가 반대쪽 골망을 흔들었다.
경기 후, 카를루스 아우베르투 파헤이라는 자신의 상대가 더 나은 모습을 보였다고 인정했으나, 아직 다음 라운드 진출이 남아있다고 믿었다. 오스카르 타바레스 우루과이 감독은 자신의 상대팀을 칭찬하였고, 그가 이끄는 대표팀이 "큰 산"을 넘었다고 믿었다.
| 남아프리카 공화국 | 0 – 3  | 우루과이                                       |
| ----------------- | ------ | ---------------------------------------------- |
|                   | 리포트 | 24′, 80′ (페널티골) 포를란 · 90+5′ Á. 페레이라 |

| 남아공 | 우루과이 |

| GK                           | 16 | 이투멜렝 쿤             | 76′ |     |
| RB                           | 2  | 시보니소 각사           |     |     |
| CB                           | 4  | 에런 모코에나 (주장)    |     |     |
| CB                           | 20 | 봉가니 쿠말로           |     |     |
| LB                           | 3  | 체포 마실렐라           |     |     |
| RM                           | 8  | 시피웨 차발랄라         |     |     |
| CM                           | 13 | 카기쇼 딕카코이         | 42′ |     |
| CM                           | 12 | 레네일르웨 레촐로니아네 |     | 57′ |
| LM                           | 11 | 테코 모디세             |     |     |
| SS                           | 10 | 스티븐 피나르           | 6′  | 79′ |
| CF                           | 9  | 카틀레고 음펠라         |     |     |
| 교체 선수:                   |    |                         |     |     |
| MF                           | 19 | 서프라이즈 모리리       |     | 57′ |
| GK                           | 1  | 무니브 조세프스         |     | 79′ |
| 감독:                        |    |                         |     |     |
| 카를루스 아우베르투 파헤이라 |    |                         |     |     |

| GK                | 1  | 페르난도 무슬레라     |  |     |
| RB                | 16 | 막시 페레이라         |  |     |
| CB                | 2  | 디에고 루가노 (주장)  |  |     |
| CB                | 3  | 디에고 고딘           |  |     |
| LB                | 4  | 호르헤 푸실레         |  | 71′ |
| DM                | 15 | 디에고 페레스         |  | 90′ |
| RM                | 17 | 에히디오 아레발로     |  |     |
| LM                | 11 | 알바로 페레이라       |  |     |
| AM                | 10 | 디에고 포를란         |  |     |
| CF                | 9  | 루이스 수아레스       |  |     |
| CF                | 7  | 에딘손 카바니         |  | 89′ |
| 교체 선수:        |    |                       |  |     |
| MF                | 20 | 알바로 페르난데스     |  | 71′ |
| FW                | 21 | 세바스티안 페르난데스 |  | 89′ |
| MF                | 5  | 왈테르 가르가노       |  | 90′ |
| 감독:             |    |                       |  |     |
| 오스카르 타바레스 |    |                       |  |     |

| 최우수 선수: 디에고 포를란 (우루과이) 부심: 프란체스코 부라지나 (스위스) 마티아스 아네트 (스위스) 대기심: 볼프강 슈타르크 (독일) 후보 대기심: 얀-헨드리크 잘버 (독일) |

## 프랑스 vs 멕시코

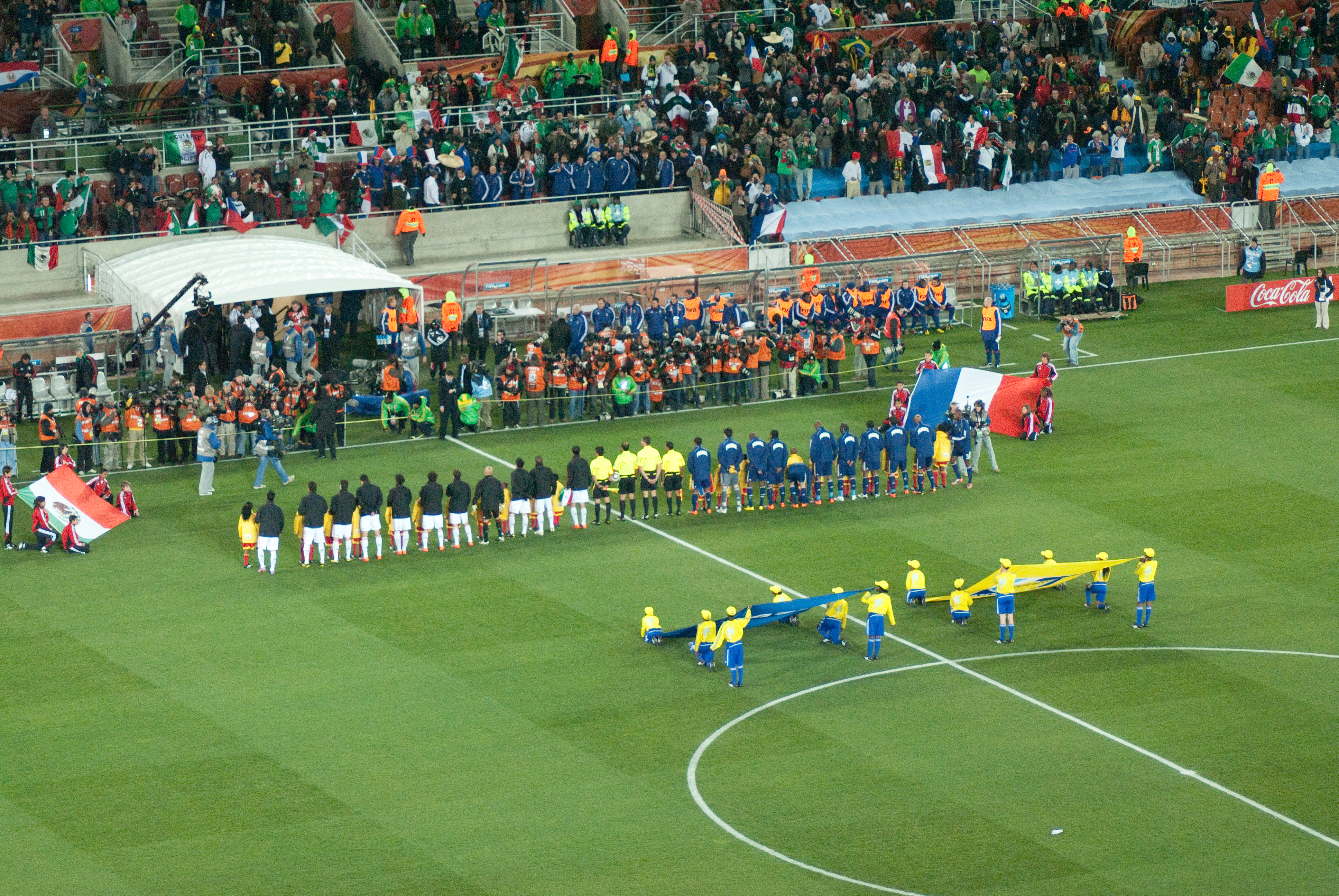
국가를 제창하는 선수들

멕시코는 후반전에 주장 라파엘 마르케스가 넣은 침투 패스를 목격한 교체 요원 하비에르 에르난데스가 오프사이드 트랩 안쪽으로 쇄도하였다. 에르난데스는 프랑스 수문장 위고 요리스를 제치고 공을 집어넣었다. 몇분 후, 파블로 바레라가 에리크 아비달에 의해 페널티 구역 내에 넘어졌고, 이를 또다른 교체 요원인 콰우테모크 블랑코가 페널티킥으로 한 골을 추가해 멕시코가 2-0 완승을 거두었다.
경기 도중, 전반기 종료 후의 휴식 시간에 프랑스 공격수 니콜라 아넬카가 레몽 도메네크에 계속해서 욕설하는 불미스러운 일이 발생하였다. 이후, 아넬카는 선수단에서 퇴출되었고, 이는 주장 파트리스 에브라를 비롯한 다수의 선수단원이 남아프리카 공화국과의 조별 리그 최종전을 앞두고 훈련을 거부하는 일이 발생하였다.
| 프랑스 | 0 – 2  | 멕시코                                 |
| ------ | ------ | -------------------------------------- |
|        | 리포트 | 64′ 에르난데스 · 79′ (페널티골) 블랑코 |

| 프랑스 | 멕시코 |

| GK            | 1  | 위고 요리스            |       |     |
| RB            | 2  | 바카리 사냐            |       |     |
| CB            | 5  | 윌리암 갈라스          |       |     |
| CB            | 3  | 에리크 아비달          | 78′   |     |
| LB            | 13 | 파트리스 에브라 (주장) |       |     |
| CM            | 14 | 제레미 툴랄랑          | 45+1′ |     |
| CM            | 19 | 아부 디아비            |       |     |
| RW            | 10 | 시드네 고부            |       | 69′ |
| AM            | 7  | 프랑크 리베리          |       |     |
| LW            | 15 | 플로랑 말루다          |       |     |
| CF            | 21 | 니콜라 아넬카          |       | 46′ |
| 교체 선수:    |    |                        |       |     |
| FW            | 11 | 앙드레피에르 지냐크    |       | 46′ |
| MF            | 20 | 마티외 발뷔에나        |       | 69′ |
| 감독:         |    |                        |       |     |
| 레몽 도메네크 |    |                        |       |     |

| GK              | 1  | 오스카르 페레스        |     |     |
| RB              | 5  | 리카르도 오소리오      |     |     |
| CB              | 15 | 엑토르 모레노          | 49′ |     |
| CB              | 2  | 프란시스코 로드리게스  | 82′ |     |
| LB              | 3  | 카를로스 살시도        |     |     |
| DM              | 4  | 라파엘 마르케스 (주장) |     |     |
| CM              | 16 | 에프라인 후아레스      | 48′ | 55′ |
| CM              | 6  | 헤라르도 토라도        |     |     |
| RW              | 17 | 조바니 도스 산토스     |     |     |
| LW              | 11 | 카를로스 벨라          |     | 31′ |
| CF              | 9  | 기예르모 프랑코        | 4′  | 62′ |
| 교체 선수:      |    |                        |     |     |
| MF              | 7  | 파블로 바레라          |     | 31′ |
| FW              | 14 | 하비에르 에르난데스    |     | 55′ |
| FW              | 10 | 콰우테모크 블랑코      |     | 62′ |
| 감독:           |    |                        |     |     |
| 하비에르 아기레 |    |                        |     |     |

| 최우수 선수: 하비에르 에르난데스 (멕시코) 선심: 살레 알 마르주키 (아랍에미리트) 하산 캄라니파르 (이란) 대기심: 피터 오리어리 (뉴질랜드) 후보 대기심: 매슈 타로 (솔로몬 제도) |

## 프랑스 vs 남아프리카 공화국
경기 20분만에 시피웨 차발랄라의 코너킥이 위고 요리스에 잘못 처리되었고, 봉가니 쿠말로가 반대쪽을 향해 머리로 선제골을 득점하였다. 몇분 후, 요앙 구르퀴프 프랑스 미드필더가 공중 경합을 하다 퇴장 명령을 받았다. 전반 종료 몇분 전, 체포 마실렐라가 크로스를 날렸고, 이는 카틀레고 음펠라가 근거리에서 처리해 남아프리카 공화국이 2-0으로 앞서나가게 했다. 후반 시작 25분 후, 프랑크 리베리의 정확한 패스를 플로랑 말루다가 골로 연결하였다. 이는 만회골 이상의 의미가 없었고, 남아프리카 공화국이 1골차를 지켜내 승리를 챙겼다. 이 경기 승리에도 불구하고, 남아프리카 공화국은 멕시코에 골득실차로 밀려 결선 토너먼트에 진출하지 못하였고, 그에 따라 FIFA 월드컵 역사상 처음으로 결선 토너먼트에 진출하지 못하는 개최국이 되는 불명예를 안았다.
| 프랑스     | 1 – 2  | 남아프리카 공화국       |
| ---------- | ------ | ----------------------- |
| 말루다 70′ | 리포트 | 20′ 쿠말로 · 37′ 음펠라 |

| 프랑스 | 남아공 |

| GK            | 1  | 위고 요리스         |     |     |
| RB            | 2  | 바카리 사냐         |     |     |
| CB            | 5  | 윌리암 갈라스       |     |     |
| CB            | 17 | 세바스티앵 스킬라치 |     |     |
| LB            | 22 | 가엘 클리쉬         |     |     |
| CM            | 18 | 알루 디아라 (주장)  |     | 82′ |
| CM            | 19 | 아부 디아비         | 71′ |     |
| RW            | 11 | 앙드레피에르 지냐크 |     | 46′ |
| LW            | 7  | 프랑크 리베리       |     |     |
| AM            | 8  | 요앙 구르퀴프       | 25′ |     |
| CF            | 9  | 지브릴 시세         |     | 55′ |
| 교체 선수:    |    |                     |     |     |
| MF            | 15 | 플로랑 말루다       |     | 46′ |
| FW            | 12 | 티에리 앙리         |     | 55′ |
| FW            | 10 | 시드네 고부         |     | 82′ |
| 감독:         |    |                     |     |     |
| 레몽 도메네크 |    |                     |     |     |

| GK                           | 1  | 무니브 조세프스      |  |     |
| RB                           | 5  | 아넬레 응콩카        |  | 55′ |
| CB                           | 4  | 에런 모코에나 (주장) |  |     |
| CB                           | 20 | 봉가니 쿠말로        |  |     |
| LB                           | 3  | 체포 마실렐라        |  |     |
| CM                           | 6  | 맥베스 시바야        |  |     |
| CM                           | 23 | 탄두이세 쿠보니      |  | 78′ |
| RW                           | 10 | 스티븐 피나르        |  |     |
| LW                           | 8  | 시피웨 차발랄라      |  |     |
| CF                           | 9  | 카틀레고 음펠라      |  |     |
| CF                           | 17 | 버나드 파커          |  | 68′ |
| 교체 선수:                   |    |                      |  |     |
| DF                           | 2  | 시보니소 각사        |  | 55′ |
| FW                           | 18 | 시야봉가 놈베테      |  | 68′ |
| MF                           | 11 | 테코 모디세          |  | 78′ |
| 감독:                        |    |                      |  |     |
| 카를루스 아우베르투 파헤이라 |    |                      |  |     |

| 최우수 선수: 카틀레고 음펠라 (남아프리카 공화국) 부심: 아브라암 곤살레스 (콜롬비아) 움베르토 클라비호 (콜롬비아) 대기심: 엑토르 발다시 (아르헨티나) 후보 대기심: 리카르도 카사스 (아르헨티나) |

## 멕시코 vs 우루과이
전반전 종료 직전 에딘손 카바니가 크로스를 페널티 구역쪽으로 띄웠고, 이를 루이스 수아레스가 반대쪽에서 헤딩으로 골을 넣었다. 이 골은 결승골이 되어 우루과이가 1-0으로 이기고 A조 1위를 차지하게 되었다. 비록 패했으나, 멕시코도 승점에서 동률을 이룬 남아프리카 공화국을 골득실차로 제치고 결선 토너먼트에 진출하였다.
| 멕시코 | 0 – 1  | 우루과이     |
| ------ | ------ | ------------ |
|        | 리포트 | 43′ 수아레스 |

| 멕시코 | 우루과이 |

| GK              | 1  | 오스카르 페레스          |     |     |
| RB              | 5  | 리카르도 오소리오        |     |     |
| CB              | 2  | 프란시스코 로드리게스    |     |     |
| CB              | 15 | 엑토르 모레노            |     | 57′ |
| LB              | 3  | 카를로스 살시도          |     |     |
| RM              | 6  | 헤라르도 토라도          |     |     |
| CM              | 4  | 라파엘 마르케스          |     |     |
| LM              | 18 | 안드레스 과르다도        |     | 46′ |
| AM              | 17 | 조바니 도스 산토스       |     |     |
| AM              | 10 | 콰우테모크 블랑코 (주장) |     | 63′ |
| CF              | 9  | 기예르모 프랑코          |     |     |
| 교체 선수:      |    |                          |     |     |
| MF              | 7  | 파블로 바레라            |     | 46′ |
| MF              | 8  | 이스라엘 카스트로        | 86′ | 57′ |
| FW              | 14 | 하비에르 에르난데스      | 77′ | 63′ |
| 감독:           |    |                          |     |     |
| 하비에르 아기레 |    |                          |     |     |

| GK                | 1  | 페르난도 무슬레라    |     |     |
| RB                | 16 | 막시 페레이라        |     |     |
| CB                | 2  | 디에고 루가노 (주장) |     |     |
| CB                | 6  | 마우리시오 빅토리노  |     |     |
| LB                | 4  | 호르헤 푸실레        | 68′ |     |
| DM                | 15 | 디에고 페레스        |     |     |
| RM                | 17 | 에히디오 아레발로    |     |     |
| LM                | 11 | 알바로 페레이라      |     | 77′ |
| AM                | 10 | 디에고 포를란        |     |     |
| CF                | 9  | 루이스 수아레스      |     | 85′ |
| CF                | 7  | 에딘손 카바니        |     |     |
| 교체 선수:        |    |                      |     |     |
| DF                | 19 | 안드레스 스코티      |     | 77′ |
| MF                | 20 | 알바로 페르난데스    |     | 85′ |
| 감독:             |    |                      |     |     |
| 오스카르 타바레스 |    |                      |     |     |

| 최우수 선수: 루이스 수아레스 (우루과이) 부심: 바모시 티보르 (헝가리) 에뢰시 가보르 (헝가리) 대기심: 마르틴 한손 (스웨덴) 후보 대기심: 스테판 비트베리 (스웨덴) |

## 같이 보기
- 우루과이의 FIFA 월드컵 성적